# Hajdu Henrik
Hajdu Henrik, születési és 1913-ig használt nevén Klein Henrik (Újpest, 1890. december 20. – Budapest, 1969. május 30.) magyar műfordító, író, költő.

## Élete
Klein Ármin Bernát püspökhatvani születésű házaló és Márkusz Hanni fia. Fiatal korától kezdve magát tartotta el, s közben végezte középiskolai tanulmányait. 1909-ben jelent meg első kötete Versek címmel. 1912 és 1919 között a fővárosnál szociálpolitikai munkát végzett. Közben a Nyugat szerkesztőségi titkára és két évtizedig állandó cikkírója volt a skandináv irodalom köréből. Magánúton tanult meg norvégül, majd svédül és dánul is, 1915-től jelentek meg fordításai. 1917-ben áttért az unitárius hitre. 1917-től a Magyarországi Szociáldemokrata Párt, 1918-tól a Kommunisták Magyarországi Pártjának tagja volt. A Tanácsköztársaság idején az írói választmány, majd a pártválasztmány tagja volt. A Tanácsköztársaság bukása után elbocsátották állásából. 1921-ben megválasztották az MSZDP újpesti szervezetének elnökévé, mely tisztségét 1924-ig viselte. A Bethlen–Peyer-paktum megkötésének hírére az ellenzékhez csatlakozott, s emiatt kizárták az MSZDP-ből. 1925 áprilisában a Magyarországi Szocialista Munkáspárt (MSZMP) egyik megalapítója volt. 1925-ben letartóztatták és közel egy évig vizsgálati fogságban tartották. Kiszabadulása után bekapcsolódott az MSZMP keretében a kultúrszervezetek munkájába. Az 1920-as évek végétől a skandináv irodalmak legismertebb műfordítója, Andersen Nexø, Hamsun, Ibsen, Pontoppidan, Undset műveinek tolmácsolója. 1927-ben ismét csatlakozott az MSZDP-hez és a Népszava külső munkatársaként is dolgozott. 1939-ben a Norvég Írószövetség műfordításaiért tagjává választotta. 1945-től a Fővárosi Szabó Ervin Könyvtár igazgatója volt és nevéhez köthető  a Szabó Ervin könyvtárpolitikájához való visszatérés megindítása. 1948-tól 1953-ig a Fővárosi Levéltárat vezette. Fordítói munkásságát haláláig folytatta. Kimagasló teljesítménye a teljes magyar Ibsen-kiadás fordítása és szerkesztése.

## Magánélete
Házastársa Zwickl Vilma (1888–1966) volt, Zwickl József és Harrer Ilona lánya, akit 1913. május 12-én Budapesten, a Terézvárosban vett feleségül. Elváltak.

## Művei
- Versek (Budapest, 1909)
- Skandináv líra (Újpest, 1935)
- Mit olvassunk? Kreutzer Sándor 50 meséje 50 skandináv regényről. A bevezetőt írta. (Mit olvassunk? Útmutató a regényirodalom világába. Budapest, 1947)
- Martin Andersen Nexö (Új Hang, 1954)
- A zsargon dicsérete (Új Írás, 1962)
- Skandináv költők (szerkesztette és fordította, Budapest, 1964)
- Ibsen színművei (I-II., fordította és szerkesztette, Budapest, 1966)
- A magyar Ibsen elé (Nagyvilág, 1967)

## Díjai, elismerései
- Szocialista Hazáért Érdemrend (1967)
- Norvég Szent Olaf-érdemrend (1969)